# Frøya (1916)
Frøya – norweski stawiacz min z okresu międzywojennego.
13 kwietnia 1940 podczas niemieckiej inwazji na Norwegię okręt uległ samozatopieniu w Trondheimsfjorden. Wrak okrętu został storpedowany przez niemiecki okręt podwodny U-34.